# Uitgeverij Ploegsma
Uitgeverij Ploegsma is een Nederlandse uitgeverij van kinderboeken en maakt sinds 2002 onderdeel uit van de Weekblad Pers Groep (WPG).

## Geschiedenis
Uitgeverij Ploegsma werd in 1905 door Johannes Ploegsma opgericht in Zwolle als uitgeverij en boekhandel. De boekhandel werd al snel verkocht. De uitgeverij gaf aanvankelijk vooral sociaal-medische en christelijke boeken en tijdschriften uit. Ploegsma stelde zich als doel de maatschappij vooruit te helpen en te informeren. Daarom verschenen er ook veel boeken over de geschiedenis en de natuur. In de eerste jaren verscheen er slechts een enkel kinderboek, maar er werden wel veel boeken over het opvoeden van kinderen uitgebracht. Pas in de jaren dertig kwamen er meerdere kinderboeken bij Ploegsma uit, alle met een vrijzinnig-protestantse inslag. Zo werden er kerstverhalen voor jongeren uitgegeven.
In 1917 verhuisde de uitgeverij van Zwolle naar Zeist en in 1938 verkocht Johannes Ploegsma zijn uitgeverij aan Frederik Lankamp en Johannes Brinkman, die samen een boekwinkel hadden in Amsterdam. Johannes Ploegsma bleef er wel werken. Na zijn dood, in 1941, verhuisde de uitgeverij naar Amsterdam. Frederik Lankamp richtte zich voornamelijk op de boekhandel, terwijl Brinkman zich meer met de uitgeverij ging bezighouden. Brinkman had een grote passie voor kinderliteratuur en was een van de initiatiefnemers van de Kinderboekenweek. Het is dan ook niet vreemd dat er vanaf 1940 regelmatig kinderboeken uitkwamen bij Ploegsma, naast werken met een religieuze inslag. In de jaren vijftig verschenen er zelfs meer kinderboeken dan boeken voor volwassenen. De religieuze werken verdwenen langzaam uit het fonds en rond 1970 werd Ploegsma een algemene kinderboekenuitgeverij, en dat is het nu nog steeds.
Wegens gebrek aan opvolgers in de familie Brinkman werd het bedrijf in 2002 verkocht aan de Weekblad Pers Groep (WPG), uitgever van boeken en tijdschriften in Nederland en België. Ondertussen maakt Ploegsma deel uit van WPG Kindermedia, samen met kinderboekenuitgeverijen Leopold en Condor.

## Uitgaven
Ploegsma geeft boeken uit voor kinderen van 0 tot ongeveer 15 jaar: babyboekjes, (voorlees)boeken, prentenboeken, informatieve boeken en boeken voor volwassenen óver kinderen. Veel van de onderwerpen waar Ploegsma in het begin van haar bestaan de voorkeur aan gaf, zijn nog steeds terug te vinden in de boeken die de uitgeverij nu uitbrengt. Daarnaast heeft de uitgeverij veel klassiekers in het fonds, van schrijvers als Astrid Lindgren (onder andere Pippi Langkous), Beatrix Potter (onder andere Pieter Konijn), Arnold Lobel (onder andere Kikker en Pad), An Rutgers van der Loeff (onder andere De kinderkaravaan) en P.L. Travers (Mary Poppins). Ook zeer beroemd zijn de kinderbijbel van D.A. Cramer-Schaap en Het grote wonder van Lennart Nilsson.
Andere bekende Ploegsma-auteurs zijn Caja Cazemier, Tim Collins, Sanderijn van der Doef, Yorick Goldewijk, Thijs Goverde, Vivian den Hollander (Spekkie en Sproet), Marjon Hoffman (De regels van Floor), Simone Kramer, Janny van der Molen, Reggie Naus, Mirjam Oldenhave (Mees Kees) en Barbara Scholten.